# Ashraful Islam Rana
Ashraful Islam Rana là một cầu thủ bóng đá người Bangladesh hiện tại thi đấu ở vị trí thủ môn cho Sheikh Russel KC ở Giải bóng đá ngoại hạng Bangladesh.

## Sự nghiệp

### Quốc tế
Ashraful Rana ra mắt cho đội tuyển quốc gia trong trận giao hữu trước Nepal vào ngày 19 tháng 12 năm 2015 tại Sân vận động Quốc gia Bangabandhu.
Anh có 10 pha cản phá trong trận giao hữu với UAE năm 2016.

Ngày 4 tháng 9 năm 2016 Liên đoàn Bóng đá Bangladesh thông báo rằng anh là đội trưởng mới của đội tuyển.

## Thống kê sự nghiệp

### Quốc tế
Tính đến 8 tháng 6 năm 2022
| Đội tuyển quốc gia Bangladesh | Đội tuyển quốc gia Bangladesh | Đội tuyển quốc gia Bangladesh |
| Năm                           | Số trận                       | Bàn thắng                     |
| ----------------------------- | ----------------------------- | ----------------------------- |
| 2015                          | 1                             | 0                             |
| 2016                          | 7                             | 0                             |
| 2017                          | 0                             | 0                             |
| 2018                          | 4                             | 0                             |
| 2019                          | 8                             | 0                             |
| 2020                          | 4                             | 0                             |
| 2022                          | 1                             | 0                             |
| Tổng cộng                     | 25                            | 0                             |